# راسلتون (پنسیلوانیا)
راسلتون (به انگلیسی: Russellton) یک منطقهٔ مسکونی در ایالات متحده آمریکا است که در شهرستان الگینی، پنسیلوانیا واقع شده‌است. راسلتون ۱٬۴۴۰ نفر جمعیت دارد.